# Dermogenys
Dermogenys is een geslacht van straalvinnige vissen uit de familie van halfsnavelbekken (Hemiramphidae).

## Soorten
- Dermogenys brachynotopterus (Bleeker, 1854)
- Dermogenys montana Brembach, 1982
- Dermogenys orientalis (Weber, 1894)
- Dermogenys pusilla Kuhl & van Hasselt, 1823
- Dermogenys sumatrana (Bleeker, 1853)
- Dermogenys vogti Brembach, 1982
- Dermogenys bispina Meisner & Collette, 1998
- Dermogenys bruneiensis Meisner, 2001
- Dermogenys burmanica Mukerji, 1935
- Dermogenys collettei Meisner, 2001
- Dermogenys palawanensis Meisner, 2001
- Dermogenys robertsi Meisner, 2001
- Dermogenys siamensis Fowler, 1934